# El Patriota Riojano
El Patriota Riojano fue un periódico de principios del siglo XIX, editado en Logroño durante el periodo del trienio liberal y circunscrito a  La Rioja (España), cuyo primer número vio la luz a  mediados de octubre de 1822. En la actualidad solo se han encontrado unos pocos ejemplares del mismo, estando fechado el último de los hallados en abril de 1823. Es un periódico de tirada regional y enmarcado en lo que se ha venido a llamar  provincialismo. Comparte la denominación de patriótico con otros diarios creados durante la guerra de la independencia. Se considera el  periódico riojano contemporáneo más antiguo de los que tenemos noticia.

## Contexto histórico de creación del periódico
Durante el siglo XVIII se empiezan a difundir las ideas de la ilustración en España y con ellas las sociedades de amigos del país y universidades que serán las bases para que una burgesía ilustrada encuentre  un medio adecuado para educar al pueblo o imbuirle de sus ideales económicos, culturales y políticos. En este contexto empiezan a surgir los primeros periódicos españoles. En el siglo XIX se redacta la constitución de 1812  que integra un decreto sobre la libertad política de la imprenta. Esta permitira el surgimiento de gran variedad de periódicos de diverso contenido ideológico. Posteriormente debido a la reacción absolutista de Fernando VII se vuelven a limitar estas libertades y se retorna a la censura. Habrá que esperar a los años del Trienio liberal (1820-23) para restablecer un nuevo momento de apertura, en el que se reinstaura la constitución de 1812, si bien por un breve periodo de tiempo. Durante estos años aparece El Patriota Riojano.

## El Patriota Riojano
En la actualidad solo se conservan nueve ejemplares de este periódico, los cuales están almacenados en la biblioteca del Instituto de Estudios Riojanos. Se editaba en Logroño en la Imprenta Delgado, para toda La Rioja. Era publicado cada tres semanas y la suscripción se podía realizar en la librería Brieva de la calle del Mercado, por cuatro reales de precio. 
En su línea editorial se defiende un provincialismo racional hacia La Rioja. De igual manera también se mostraba de ideología liberal, contrario al absolutismo, a favor de la constitución de 1812 y del modelo territorial departamental francés que era debatido entonces. Se sospecha que detrás del mismo podría estar la familia Tejada, de ilustre origen, debido a una mención que realiza el propio diario en uno de sus números y que dice así: "Por nuestras venas (corre) la sangre ilustre de los Tejadas, que tantos días de gloria han dado a La Rioja”.  
En el mismo se puede apreciar el transcurso de acontecimientos históricos en la región o cuestiones de la época como por ejemplo las guerras carlistas, la corrupción o el decreto de las Cortes del 29 de junio de 1822 relativo al medio diezmo de la iglesia en la diócesis de Calahorra.  Algunos de sus números  estaban distribuidos en una sección de variedades, un boletín y anuncios de la época.
El último número del que se dispone esta fechado el 2 de abril de 1823 y se cree que debió de ser uno de los últimos publicados, ya que el 7 de abril de ese mismo año entraron en España los Cien Mil Hijos de San Luis al mando del Duque de Angulema, tras el acuerdo de intervención acordado en Verona el 22 de noviembre de 1820. Terminado por orden de Fernando VII  con los tres años de la libertad de prensa que había proporcionado la reinstauración de la constitución de 1812.

## Ejemplares conservados
- Número 2º del 21 de octubre de 1822
- Número 27º del 18 de diciembre de 1822
- Número 35.º del 6 de enero de 1823
- Número 75.º del 2 de abril de 1823

## Algunos ejemplos de otros periódicos riojanos desaparecidos[4][5]
- El Riojano (Logroño, 1875)
- La Crónica Riojana (Logroño, 1882)
- Semanario Riojano (Logroño, 1883)
- El Postillón de La Rioja (Haro, 1887)
- La Voz de La Rioja (Logroño, 1888)
- La Rioja Católica (Calahorra, 1891)
- La Rioja mercantil (Haro, 1892)
- El Porvenir de La Rioja (Logroño, 1895)
- La Voz Riojana (Logroño, 1897)
- La Lealtad Riojana (Haro, 1897)
- La Rioja ilustrada (Logroño, 1897)
- Caricatura riojana (Logroño, 1898)
- La Rioja Baja (Calahorra, 1900)
- Heraldo de La Rioja (Logroño, 1902)
- Liberal Riojano (Torrecilla en Cameros, 1903)
- Diario de La Rioja (Logroño, 1905)
- Eco Riojano (Calahorra, 1905)
- El demócrata riojano (Santo Domingo de la Calzada, 1908)